# 茶臼山古墳 (大阪市)
茶臼山古墳（ちゃうすやまこふん）は、大阪市天王寺区茶臼山町にある前方後円墳。大阪府指定史跡に指定されている。

## 概要
古墳の周囲一帯は天王寺公園となっており、この古墳も公園の一部として遊歩道が整備されている。公園本体との間には河底池（かわぞこいけ・こそこいけ、通称ちゃぶいけとも言う）があるが、これは788年（延暦7年）に和気清麻呂が、大和川や河内湖の排水と水運のために上町台地をここで開削しようとして失敗した跡地とも言われる。
同地を古墳とするかは説が分かれる。古来荒陵、または荒陵山と呼ばれてきた同地は古墳と伝承され、ここから発掘されたとされる石棺蓋が四天王寺に伝わっている。古地図の形状からも追認され、そのため従来前方後円墳といわれてきた。
しかし1986年（昭和61年）の発掘調査の結果では埴輪や葺石などが確認されなかったことから、「古墳ではない」とする説も現れた。
一方、四天王寺境内の発掘調査で埴輪などが出土しており、茶臼山古墳を含めさらなる周囲の発掘の進展が望まれている状況にある。
2009年（平成21年）の発掘調査で水銀朱を塗られた石室らしきものが発掘されたことが発表されている。
墳丘の標高は26m（国土地理院 標高点）であり、大阪五低山のうちの一つとされている。

## 歴史
古墳自体は5世紀にこの地の豪族のために作られた墓といわれ、大阪市内でも最大級の前方後円墳だが被葬者は不明である。1546年（天文15年）、細川晴元の家臣山中又三郎が古墳の後円部に大塚城を築く。1614年（慶長19年）の大坂冬の陣では茶臼山一帯が徳川家康の本陣となり、翌1615年（慶長20年）の大坂夏の陣では真田信繁（幸村）の本陣となって「茶臼山の戦い（天王寺口の戦い）」の舞台となった。
明治以降は住友家邸宅の敷地の一部となっていたが、1925年（大正14年）に住友家から邸宅敷地（現・大阪市立美術館）、慶沢園とともに大阪市に寄付され天王寺公園の一部となった。河底池は1928年（昭和3年）に公園に編入されている。

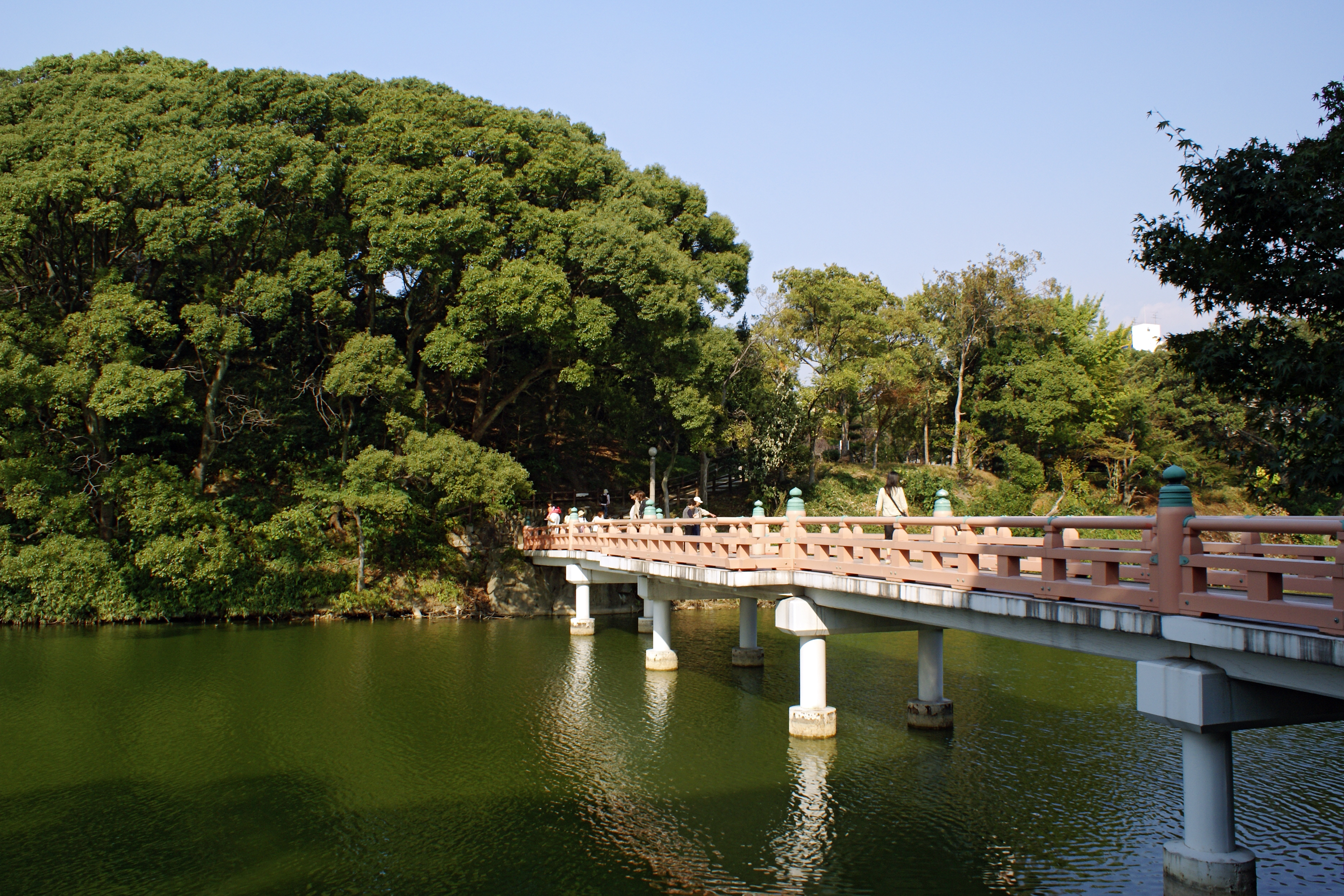
墳丘と河底池
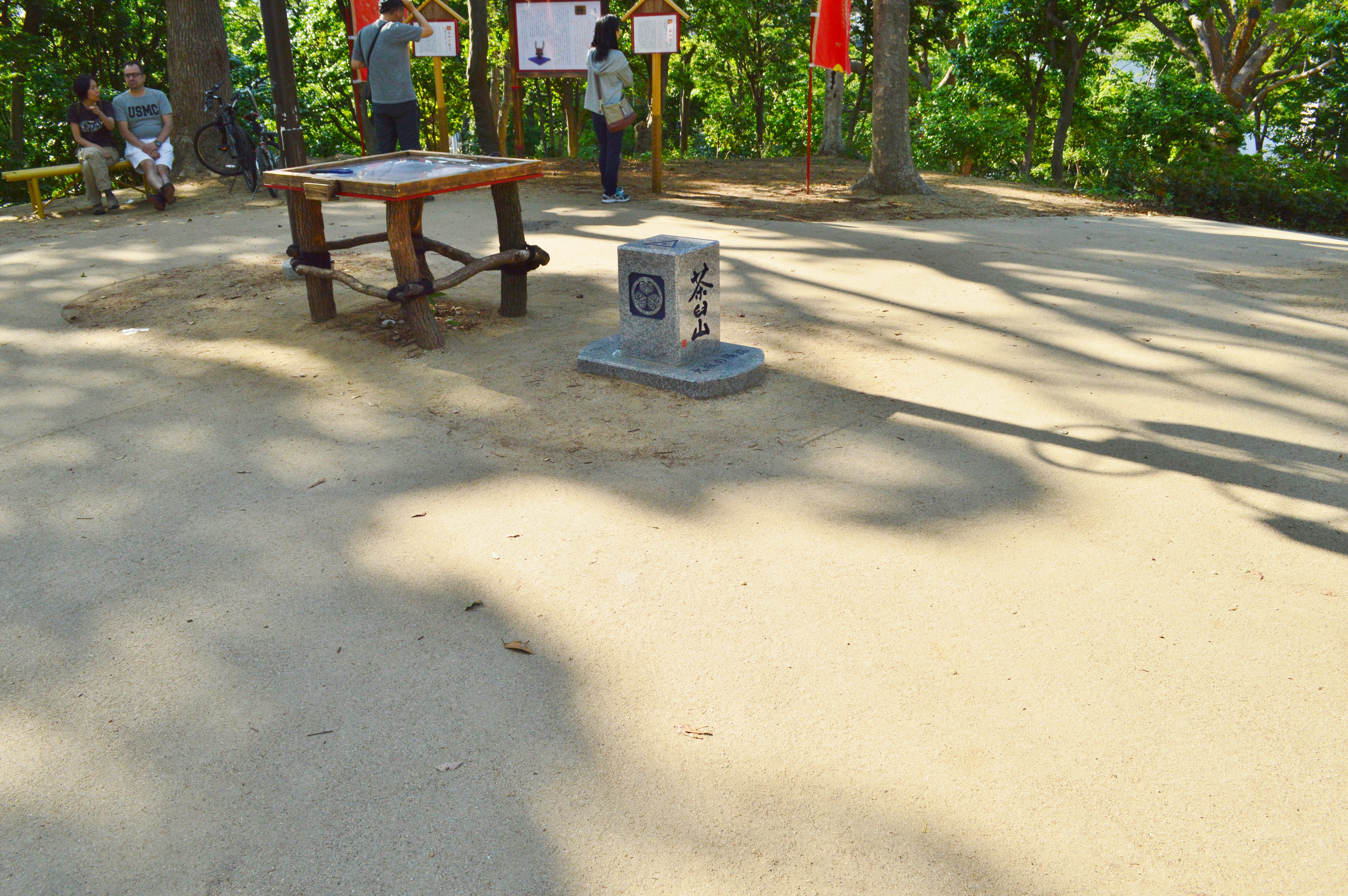
墳丘頂上
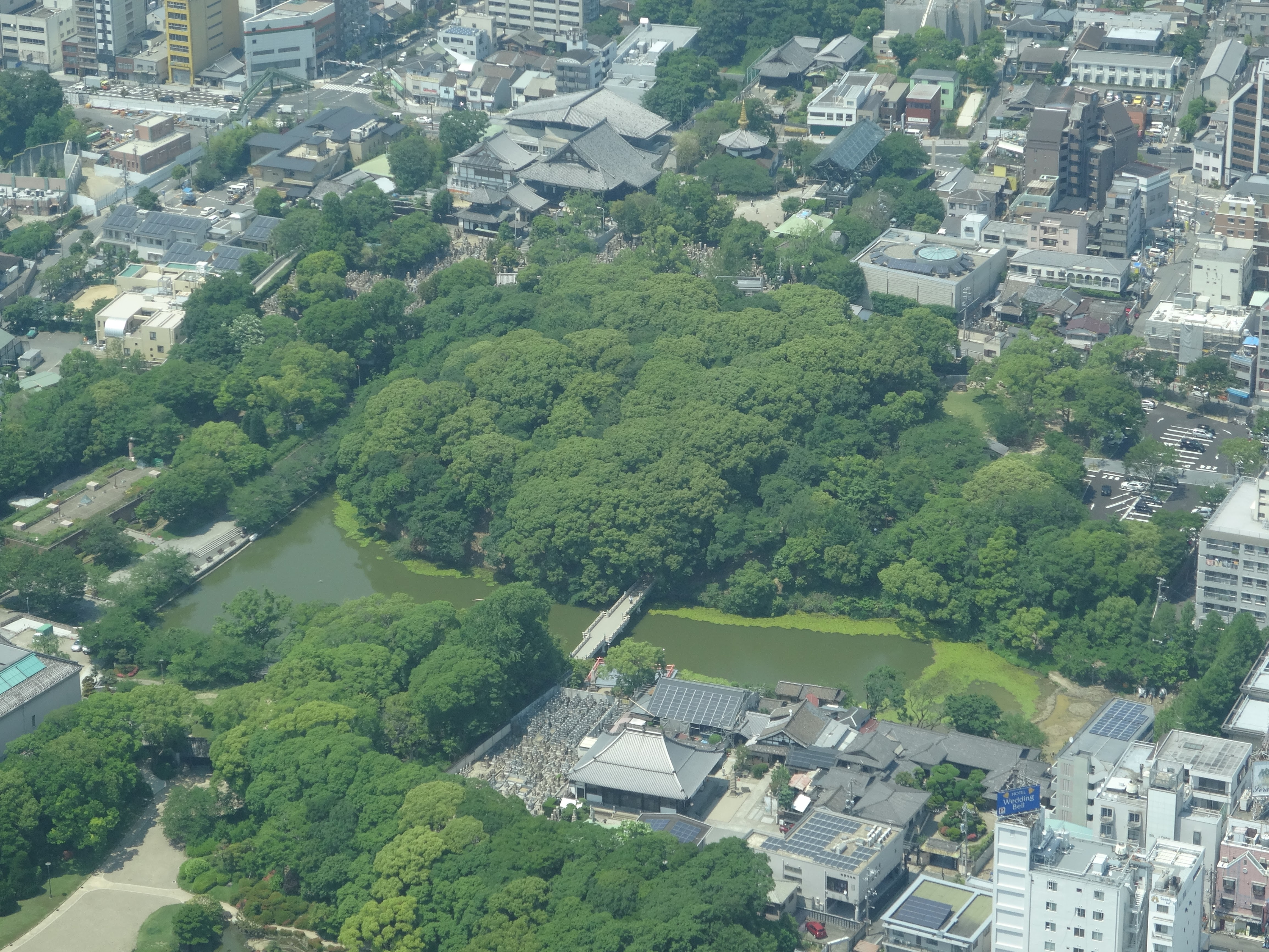
俯瞰

## 周辺情報
- 堀越神社
- 安居神社
- 一心寺
- 四天王寺
  - 四天王寺本坊庭園
- 邦福寺（統国寺）